# Disclosure: Ser trans en Hollywood
Disclosure: Ser trans en Hollywood es una película documental estadounidense de 2020 dirigida y producida por Sam Feder. La película sigue una mirada en profundidad a la representación de Hollywood de las personas transgénero y el impacto de sus historias en la vida de las personas transgénero y la cultura estadounidense.  Tuvo su estreno mundial en el Festival de Cine de Sundance el 27 de enero de 2020. Fue lanzado en Netflix el 19 de junio de 2020.

## Argumento
La película documental sigue una mirada en profundidad a la representación de Hollywood de las personas transgénero y el impacto de sus historias en la vida de las personas transgénero y la cultura estadounidense.  Cuenta con numerosas personas transgénero famosas en la industria del cine, como Laverne Cox, Susan Stryker, Alexandra Billings, Jamie Clayton, Chaz Bono, Alexandra Grey, Yance Ford, Trace Lysette, Jazzmun, Mj Rodriguez, Angelica Ross, Jen Richards, Elliot Fletcher, Brian Michael Smith, Sandra Caldwell, Candis Cayne, Jessica Crockett, Zackary Drucker, Lilly Wachowski, Ser Anzoategui, Michael D. Cohen, Zeke Smith y Leo Sheng. Lleva a la audiencia a través de una lección de historia utilizando películas y programas de televisión para mostrar cuán dañinas e inexactas se mostraron las representaciones e ideas de las personas transgénero en todo el cine estadounidense, principalmente.  Algunos de estos ejemplos utilizados incluyen Ace Ventura, Bosom Buddies, Tootsie, Victor Victoria, To Kill a Mockingbird y muchos más. La divulgación proporciona una conversación directa entre las personas transgénero y Hollywood al mostrar ambos lados de la conversación con ejemplos directos en la historia del cine.

## Reparto
- Laverne Cox
- Mj Rodriguez
- Angelica Ross
- Susan Stryker
- Alexandra Billings
- Jamie Clayton
- Chaz Bono
- Alexandra Grey
- Yance Ford
- Trace Lysette
- Jazzmun
- Jen Richards
- Elliot Fletcher
- Brian Michael Smith
- Sandra Caldwell
- Candis Cayne
- Jessica Crockett
- Zackary Drucker
- Lilly Wachowski
- Ser Anzoategui
- Michael D. Cohen
- Zeke Smith
- Leo Sheng
- Marquise Vilsón
- Bianca Leigh
- Tiq Milan
- Rain Valdez
- Nick Adams
- Chase Strangio
- Tre'vell Anderson
- Mickey R. Mahoney

## Lanzamiento
La película tuvo su estreno mundial en el Festival de Cine de Sundance el 27 de enero de 2020. Poco después, Netflix adquirió los derechos de distribución del documental y lo lanzó en la plataforma el 19 de junio de 2020.

## Respuesta de la crítica
Disclosure recibió críticas positivas de los críticos de cine. A octubre de 2021, tenía una calificación de aprobación del 98% en el sitio web del agregador de reseñas Rotten Tomatoes, según 55 reseñas. También tiene un promedio de 8.2 / 10.  El consenso de los críticos del sitio dice: "La divulgación ilumina de manera fascinante la historia y los efectos de la forma en que las vidas de las personas transgénero se muestran en la pantalla, y describe cuánto progreso aún se necesita lograr".